# Axel Pons
Axel Pons Ramón (Barcellona, 9 aprile 1991) è un pilota motociclistico spagnolo ritiratosi dall'attività agonistica.

## Carriera
Suo padre, Sito Pons,  ha corso come pilota professionista ed è proprietario del team Pons Racing (squadra per la quale ha corso Axel nei suoi primi anni di attività). Anche il fratello, Edgar Pons, correva come pilota professionista.

### Classi 125 e 250
Inizia correndo da professionista nel campionato spagnolo velocità grazie al supporto del team del padre, arrivando venticinquesimo con 7 punti nella generale del 2007 e diciannovesimo con 18 punti nel 2008, realizzando anche un podio in stagione. Sempre nel 2008 esordisce nella classe 125 del motomondiale, correndo tre Gran Premi in qualità di wild card in sella ad un'Aprilia RS 125 R del team Jack & Jones WRB, senza ottenere punti. Confermato dal team Pepe World (sempre Pons Racing) nel 2009 diventa pilota titolare, passando nella classe 250 con una Aprilia RSW 250 LE; il compagno di squadra è Héctor Barberá. Ottiene come miglior risultato un quattordicesimo posto a Indianapolis e termina la stagione al 26º posto con 3 punti.

### Moto2
Nel 2010 passa alla nuova classe Moto2 con una Pons Kalex con il team di famiglia che in questa annata diventa Tenerife 40 Pons. In questa stagione è costretto a saltare i GP di Olanda e Catalogna per infortunio. Ottiene come miglior risultato un tredicesimo posto in Portogallo e termina la stagione al 33º posto in classifica con 7 punti conquistati.
Continua in Moto2 anche nel 2011 ed ottiene come miglior risultato un quindicesimo posto in Portogallo e termina la stagione al 32º posto con un punto. In questa stagione è però costretto a saltare il Gran Premio d'Italia per la frattura del polso sinistro rimediata nelle prove libere del GP, i Gran Premi di Indianapolis, San Marino e Aragona a causa di una lesione del tendine estensore dell'indice della mano sinistra dovuta all'incidente in Italia e il Gran Premio della Comunità Valenciana per un altro infortunio.
Nel 2012 rimane sempre nel team del padre, con compagni di squadra Pol Espargaró ed Esteve Rabat. Ottiene come miglior risultato un nono posto in Giappone e termina la stagione al 24º posto con 11 punti. Nel 2013 rimane nello stesso team. Ottiene come miglior risultato un tredicesimo posto in Giappone e termina la stagione al 25º posto con 6 punti. Nel 2014 passa al team AGR, che gli affida una Kalex; il compagno di squadra è Jonas Folger. Ottiene come miglior risultato un ottavo posto in Catalogna e termina la stagione al 23º posto con 28 punti.
Nel 2015 rimane nello stesso team. In questa stagione è costretto a saltare i Gran Premi di Americhe e Argentina a causa della frattura dello scafoide della mano sinistra rimediata nelle prove libere del GP delle Americhe. Chiude la stagione al diciannovesimo posto in classifica con 41 punti. Nel 2016 rimane nello stesso team, con compagno di squadra Marcel Schrötter. Chiude la stagione al sedicesimo posto in classifica piloti con 55 punti all'attivo e un sesto posto in Italia come miglior risultato. Nel 2017 passa al team RW Racing GP, che gli affida una Kalex. Ottiene come miglior risultato due decimi posti (Qatar e Spagna) e termina la stagione al 19º posto con 27 punti.

## Risultati nel motomondiale
| 2008 | Classe | Moto    |  |     |    |  |  |  |     |  |  |  |    |  |  |  |  |  |  |  | Punti | Pos. |
| ---- | ------ | ------- |  | --- | -- |  |  |  | --- |  |  |  | -- |  |  |  |  |  |  |  | ----- | ---- |
| 2008 | 125    | Aprilia |  | Rit | 26 |  |  |  | Rit |  |  |  | NE |  |  |  |  |  |  |  | 0     |      |

| 2009 | Classe | Moto    |     |     |     |     |    |    |     |    |    |    |    |    |    |    |     |     |     |  | Punti | Pos. |
| ---- | ------ | ------- | --- | --- | --- | --- | -- | -- | --- | -- | -- | -- | -- | -- | -- | -- | --- | --- | --- |  | ----- | ---- |
| 2009 | 250    | Aprilia | Rit | Rit | Rit | Rit | 17 | 16 | Rit | NE | 16 | 20 | 16 | 14 | 16 | 15 | Rit | Rit | Rit |  | 3     | 26º  |

| 2010 | Classe | Moto       |     |    |     |     |    |    |     |     |    |    |    |    |     |    |    |    |    |     | Punti | Pos. |
| ---- | ------ | ---------- | --- | -- | --- | --- | -- | -- | --- | --- | -- | -- | -- | -- | --- | -- | -- | -- | -- | --- | ----- | ---- |
| 2010 | Moto2  | Pons Kalex | Rit | 19 | Rit | Rit | 23 | NP | Inf | Inf | NE | 25 | 14 | 18 | Rit | 19 | 17 | 14 | 13 | Rit | 7     | 33º  |

| 2011 | Classe | Moto       |    |     |    |     |     |     |     |    |    |    |    |     |     |     |     |    |    |    | Punti | Pos. |
| ---- | ------ | ---------- | -- | --- | -- | --- | --- | --- | --- | -- | -- | -- | -- | --- | --- | --- | --- | -- | -- | -- | ----- | ---- |
| 2011 | Moto2  | Pons Kalex | 16 | Rit | 15 | Rit | Rit | Rit | Rit | NP | 22 | NE | 24 | Inf | Inf | Inf | Rit | 19 | NC | NP | 1     | 32º  |

| 2012 | Classe | Moto  |    |    |     |    |    |     |     |     |     |    |    |    |    |    |   |    |     |    | Punti | Pos. |
| ---- | ------ | ----- | -- | -- | --- | -- | -- | --- | --- | --- | --- | -- | -- | -- | -- | -- | - | -- | --- | -- | ----- | ---- |
| 2012 | Moto2  | Kalex | 22 | 18 | Rit | 16 | 22 | Rit | Rit | Rit | Rit | NE | 21 | 15 | 17 | 16 | 9 | 13 | Rit | 20 | 11    | 24º  |

| 2013 | Classe | Moto  |     |    |     |     |     |    |    |    |    |    |    |    |    |    |    |    |    |    | Punti | Pos. |
| ---- | ------ | ----- | --- | -- | --- | --- | --- | -- | -- | -- | -- | -- | -- | -- | -- | -- | -- | -- | -- | -- | ----- | ---- |
| 2013 | Moto2  | Kalex | Rit | 16 | Rit | Rit | Rit | 14 | 21 | 15 | NE | NP | 20 | 21 | 17 | 16 | NP | 24 | 13 | 20 | 6     | 25º  |

| 2014 | Classe | Moto  |     |    |    |    |     |    |   |     |    |    |    |    |   |     |     |    |     |     | Punti | Pos. |
| ---- | ------ | ----- | --- | -- | -- | -- | --- | -- | - | --- | -- | -- | -- | -- | - | --- | --- | -- | --- | --- | ----- | ---- |
| 2014 | Moto2  | Kalex | Rit | 19 | 26 | 16 | Rit | 15 | 8 | Rit | 15 | 16 | 11 | 10 | 9 | Rit | Rit | NP | Rit | Rit | 28    | 23º  |

| 2015 | Classe | Moto  |     |    |     |     |    |   |     |    |    |   |    |    |    |    |     |    |    |   | Punti | Pos. |
| ---- | ------ | ----- | --- | -- | --- | --- | -- | - | --- | -- | -- | - | -- | -- | -- | -- | --- | -- | -- | - | ----- | ---- |
| 2015 | Moto2  | Kalex | Rit | NP | Inf | Rit | 15 | 9 | Rit | 22 | 15 | 7 | 17 | 15 | 11 | 12 | Rit | 24 | 11 | 8 | 41    | 19º  |

| 2016 | Classe | Moto  |     |   |    |     |   |   |   |     |     |   |     |    |     |    |     |   |     |     | Punti | Pos. |
| ---- | ------ | ----- | --- | - | -- | --- | - | - | - | --- | --- | - | --- | -- | --- | -- | --- | - | --- | --- | ----- | ---- |
| 2016 | Moto2  | Kalex | Rit | 8 | 22 | Rit | 7 | 6 | 9 | Rit | Rit | 9 | Rit | 10 | Rit | 16 | Rit | 8 | Rit | Rit | 55    | 16º  |

| 2017 | Classe | Moto  |    |     |    |    |    |    |    |    |    |    |    |    |    |     |    |    |     |    | Punti | Pos. |
| ---- | ------ | ----- | -- | --- | -- | -- | -- | -- | -- | -- | -- | -- | -- | -- | -- | --- | -- | -- | --- | -- | ----- | ---- |
| 2017 | Moto2  | Kalex | 10 | Rit | 18 | 10 | 15 | 21 | 18 | 22 | NP | 16 | 13 | 15 | NP | Rit | 18 | 11 | Rit | 11 | 27    | 19º  |

| Legenda | 1º posto        | 2º posto            | 3º posto            | A punti      | Senza punti        | Grassetto – Pole position Corsivo – Giro più veloce |
| Legenda | Gara non valida | Non qual./Non part. | Ritirato/Non class. | Squalificato | '-' Dato non disp. | Grassetto – Pole position Corsivo – Giro più veloce |